# Bramall Lane
Die Bramall Lane ist das Fußballstadion des Fußballklubs Sheffield United in der englischen Stadt Sheffield. Seinen Namen erhielt es von der Bramall Lane und ist das älteste Stadion der Welt, in dem immer noch professioneller Fußball gespielt wird.

## Geschichte

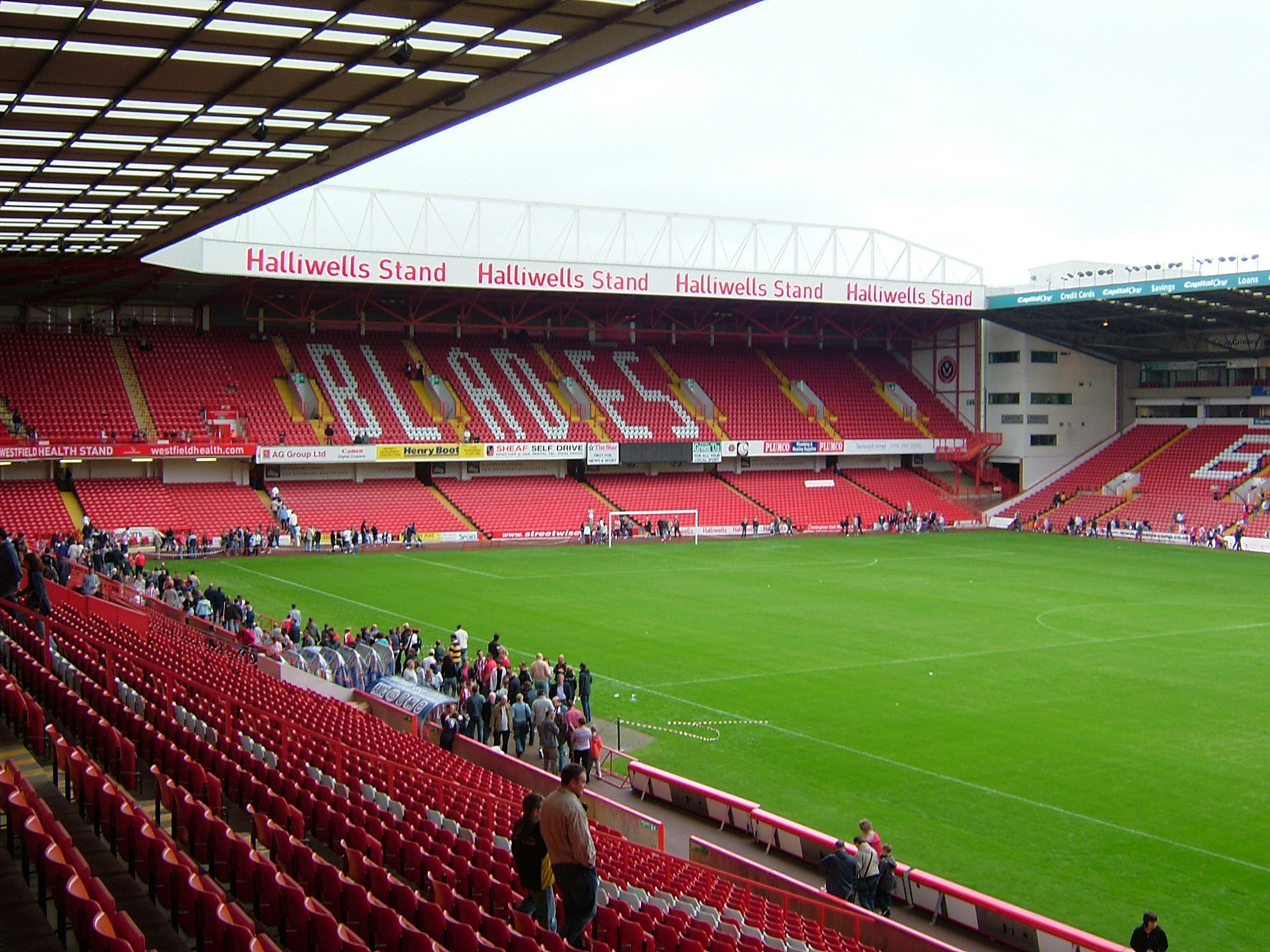
Die Bramall Lane End

Das Stadion wurde bereits 1855 gebaut und mit einem Cricketspiel am 30. April 1855 eröffnet. Das erste Fußballspiel fand am 29. Dezember 1862 zwischen dem FC Sheffield und dem FC Hallam statt. Das Benefizspiel zu Gunsten des Lancashire Distress Fund endete 0:0. Ebenfalls geschichtsträchtig ist die Ausrichtung des ersten internationalen Fußballturniers, des Youdan Cup, im Jahre 1867 mit dem Finale im Bramall Lane Stadium, ebenso wie das erste Fußballspiel unter Flutlicht in der Geschichte 1878. 1889 wurde das Stadion dann Heimstätte von Sheffield United – diese Beziehung hält bis heute an.
Nach Gründung des Yorkshire County Cricket Clubs wurde Bramall Lane dessen Heimstadion, bis der Klub 1893 nach Leeds in das Headingley Stadium umzog. Doch fanden auch weiterhin Spiele hier statt, zwischen 1863 und dem letzten Spiel 1973 insgesamt 391 First-Class-Matches. Das einzige Test-Match in Bramall Lane fand 1902 gegen Australien statt.
1994 wurde das Stadion zum letzten Mal renoviert und in diesem Zuge in ein komplettes Sitzplatzstadion umgewandelt. Vier Tribünen (The Bramall Lane Stand, The South Stand, The Kop Stand, The John Street Stand) sowie zwei Ecktribünen (Kop Corner, Westfield Health Stand) bieten 32.702 Zuschauern Platz. Die Südwestecke des Stadions ist zudem mit Büroräumen gefüllt, die Südostecke ist offen.
Am 16. März 2002 fand an der Bramall Lane ein Championship-Spiel zwischen Sheffield United und West Bromwich Albion statt, das als „Battle of Bramall Lane“ in die Fußball-Annalen eingegangen ist. Im Laufe der hitzigen Partie wurden drei United-Spieler vom Platz gestellt, zwei weitere Spieler des Klubs verließen, angeblich verletzt, das Feld. Da die Heimmannschaft somit nur noch sechs Spieler auf dem Platz hatte, brach der Schiedsrichter die Partie reglementsgemäß ab.

## Besucherrekorde
- Rekordkulisse: 68.287 Zuschauer, Sheffield United gegen Leeds United, 15. Februar 1936, 5. Runde im FA Cup
- Rekordkulisse im reinen Sitzplatzstadion: 32.604 Zuschauer, Sheffield United gegen Wigan Athletic, 13. Mai 2007, Premier League[3]

## Durchschnittliche Zuschauerzahlen
- 1996/97: 16.638 (Football League First Division)
- 1997/98: 17.942 (Football League First Division)
- 1998/99: 16.243 (Football League First Division)
- 1999/00: 13.718 (Football League First Division)
- 2000/01: 17.211 (Football League First Division)
- 2001/02: 18.020 (Football League First Division)
- 2002/03: 20.069 (Football League First Division)
- 2003/04: 21.646 (Football League First Division)
- 2004/05: 19.594 (Football League Championship)
- 2005/06: 23.650 (Football League Championship)
- 2006/07: 30.684 (Premier League)
- 2007/08: 25.631 (Football League Championship)
- 2008/09: 26.023 (Football League Championship)
- 2009/10: 25.120 (Football League Championship)
- 2010/11: 20.632 (Football League Championship)
- 2011/12: 18.702 (Football League One)
- 2012/13: 18.612 (Football League One)
- 2013/14: 17.507 (Football League One)
- 2014/15: 19.804 (Football League One)
- 2015/16: 19.803 (Football League One)
- 2016/17: 21.892 (Football League One)
- 2017/18: 26.854 (Football League Championship)